# プエルト・カレーニョ
プエルト・カレーニョ（Puerto Carreño）は、コロンビア・ビチャーダ県の県都。人口は約2万人（2018年）。県の北東角に位置している。
オリノコ川とメタ川が分岐する地点にあり、川がベネズエラ国境となっている。水運を使いベネズエラの町と貿易が行われている。市の郊外に先住民族の集落があり、熱帯草原リャノで牛が飼育されている。気候は熱帯モンスーン気候で、雨季と乾季がある。